# Sveti Andrej (gmina Moravče)
Sveti Andrej – wieś w Słowenii, w gminie Moravče. W 2018 roku liczyła 58 mieszkańców.